# Quadrato (ecologia)

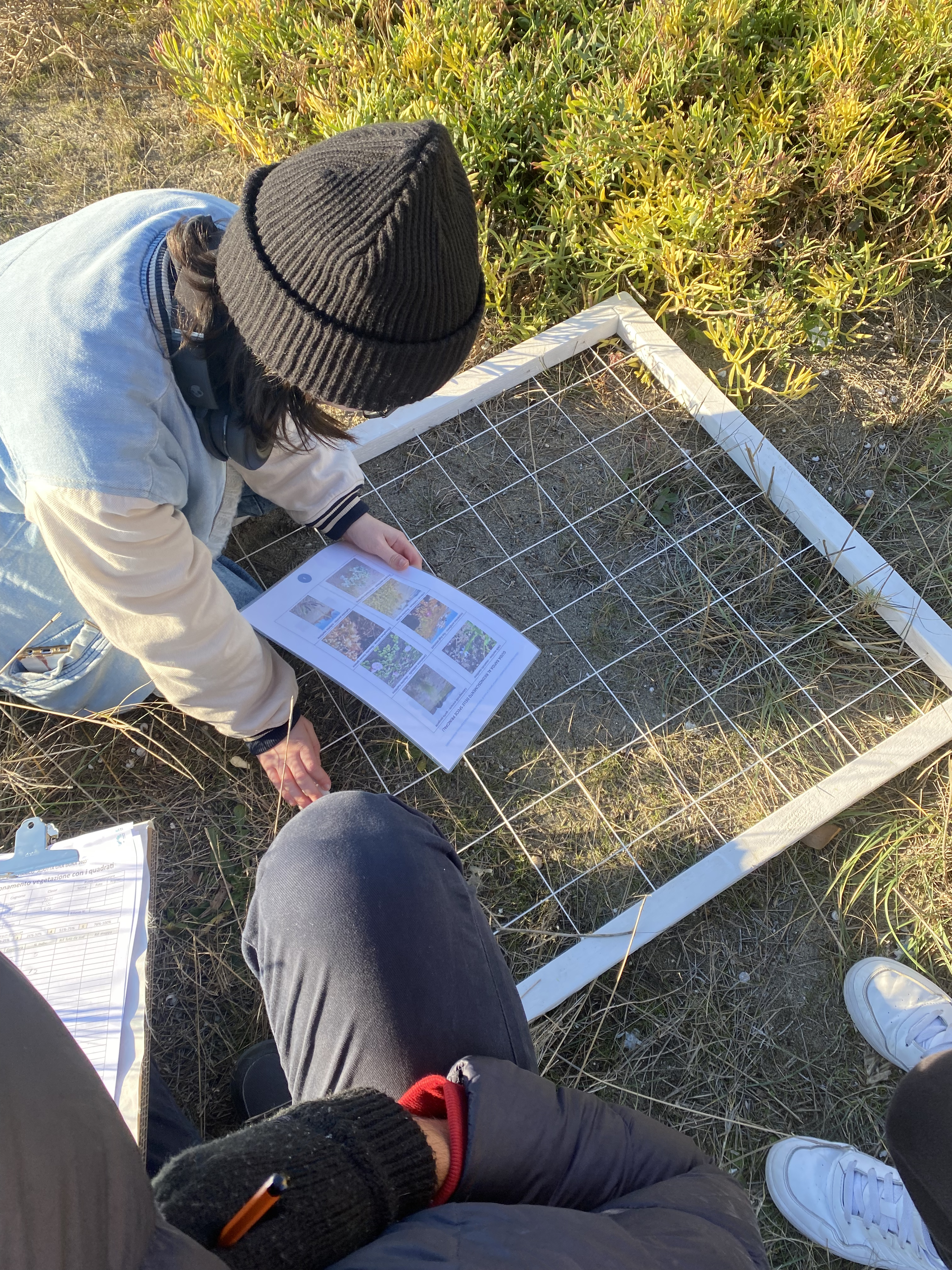
Studenti utilizzano un quadrato per campionare delle specie vegetali su delle dune

Un quadrato (in inglese quadrat) è una struttura bidimensionale impiegata in ecologia, geografia e biologia per isolare un'unità standard di area per studiare la distribuzione di un elemento su un'area estesa. I quadrati sono tradizionalmente di forma quadrata, ma le moderne strutture di campionamento possono essere anche di forma rettangolare, circolare o irregolare. Il quadrato è adatto a campionare o osservare piante, animali lenti e alcuni organismi acquatici.
Un foto-quadrato è la fotografia dell'area racchiusa da un quadrato. Per delimitare l'area si può usare una cornice fisica oppure si può fare affidamento sul calcolo della distanza fissa della fotocamera e sul campo visivo della lente per coprire automaticamente l'area di substrato prescelta. I puntatori laser paralleli montati sulla fotocamera possono anche essere utilizzati come indicatore di scala di misura. La foto è scattata perpendicolarmente alla superficie o, in caso di superfici irregolari, il più possibile in modo approssimativamente perpendicolare.

## Storia
L'uso sistematico dei quadrati è stato introdotto dal pioniere dell'ecologia delle piante R. Pound e da F. E. Clements tra il 1898e il 1900. Il metodo fu poi rapidamente adottato per vari scopi in ecologia, ad esempio per lo studio della successione delle piante. Poco dopo intervennero e modificarono il metodo anche altri botanici ed ecologi, come Arthur Tansley. Nel 1918 l'ecologo J. E. Weaver applicò l'uso dei quadrati all'insegnamento dell'ecologia.

## Metodo

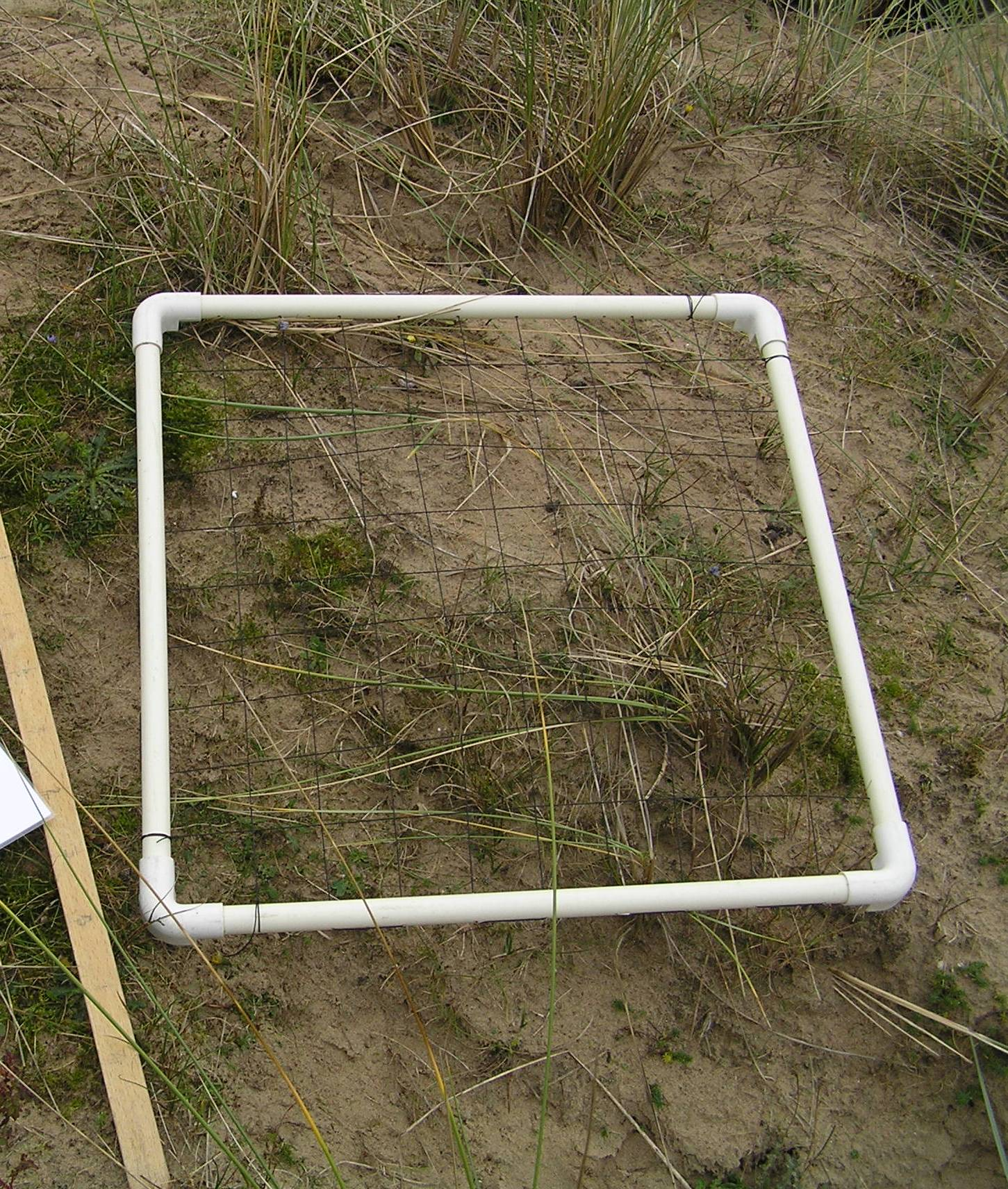
Un quadrato usato per misurare la copertura percentuale di alcune specie

Un quadrato può essere usato dai ricercatori per contare sistematicamente gli organismi entro un'area rappresentativa al fine di estendere i risultati ad habitat più grande, ove non sia pratico o sia impossibile procedere ad un campionamento totale. La dimensione del quadrato corrisponde a quella dell'organismo campionato. Per evitare di incorrere in un bias di selezione, i ricercatori distribuiscono casualmente dei quadrati per tutta l'area di campionamento.
Gli elementi che si possono valutare includono il numero di membri di una specie, la sua ricchezza o diversità e la frequenza o copertura percentuale.
Per studi di lungo termine, gli stessi quadrati possono essere rivisitati dopo il loro campionamento iniziale. I metodi per ricollocare precisamente l'area di studio variano ampiamente in accuratezza e comprendono l'uso di misurazioni di marcatori permanenti vicini, tacheometri, teodoliti, GPS anche non professionali e GPS differenziali.